# Гаврилкин, Андрей Олегович
Андре́й Оле́гович Гаври́лкин (20 июня 1990, Саранск – 16 июня 2014, 39 км трассы Саранск – Ульяновск, Чамзинский район) — российский гонщик, выступавший в мотогонках на льду.  Мастер спорта, трёхкратный обладатель Кубка России, бронзовый призёр командного чемпионата России.

## Биография
Сын мотогонщика Олега Гаврилкина, с 7 лет занимался мотоспортом. С 14 лет – в мотогонках на льду. Воспитанник саранского мотоклуба, тренер с 2008 года – чемпион мира Кирилл Дрогалин.
В 2006 – 2012 годах выступал за саранскую «Мордовию» в юниорском первенстве и взрослом чемпионате (2006, 2009-2012 – высшая лига, 2010 – также и в первой лиге). В этот период дважды становился призёром командного первенства России среди юниоров, а также стал первым чемпионом Европы среди юниоров. В 2012 году выиграл Кубок России по мотогонкам на льду.
Перед сезоном 2012/13 года на фоне ухудшения ситуации в саранском клубе перешёл в новосозданную команду «АМК СГК» (Самара), с которой выиграл чемпионат Высшей лиги, завоевав право выступать в Суперлиге, а также снова выиграл Кубок России. В следующем сезоне 2013/14 в составе самарского клуба стал бронзовым призёром командного чемпионата России, а также в третий раз подряд выиграл Кубок России.
После прекращения спонсирования самарской команды Волго-Камским банком в межсезонье 2014 года искал себе новую команду, однако 16 июня 2014 года, возвращаясь из Тольятти, куда спортсмен ездил для подписания нового контракта, на 39 км трассы Саранск - Ульяновск, находясь за рулем автомобиля, врезался в  следующий попутно МАЗ и погиб на месте.
| Достижения в России Юниорские соревнования Чемпионат России по мотогонкам на льду: в командном зачёте — 2 место (2007, 2010, 2011) Взрослые соревнования Чемпионат России по мотогонкам на льду: в командном зачёте — 3 место (2006, 2014) Кубок России — 1 место (2012, 2013, 2014) | ЛЧЕЮ — 1 место (2009), 2 место (2010) ЛЧЕ — 9 место (2009) Кубок Ролофа Тайса (Ассен) — 1 место (2010) |  |